# Francisco Mattia
Juan Francisco Mattia (Luján, 24 giugno 1988) è un calciatore argentino, difensore svincolato.

## Caratteristiche tecniche
È un difensore centrale.

## Carriera
È cresciuto nelle giovanili del Flandria.